# Carniole-Blanche

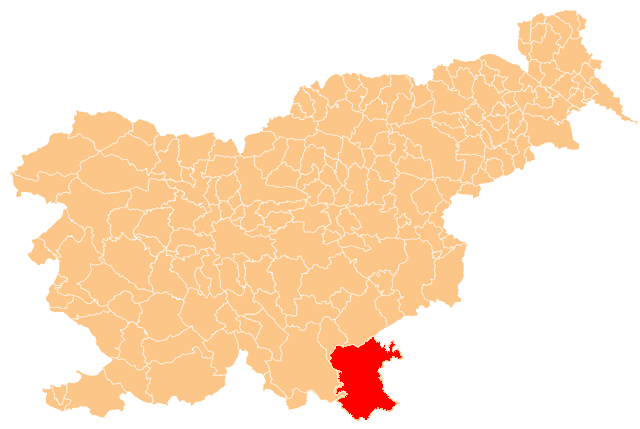
La Carniole-Blanche en Slovénie.

La Carniole-Blanche (en slovène : Bela krajina ; en allemand : Weißkrain) est une région traditionnelle du sud-est de la Slovénie à proximité de la Croatie. Elle fait partie de la région historique de Basse-Carniole.

## Géographie

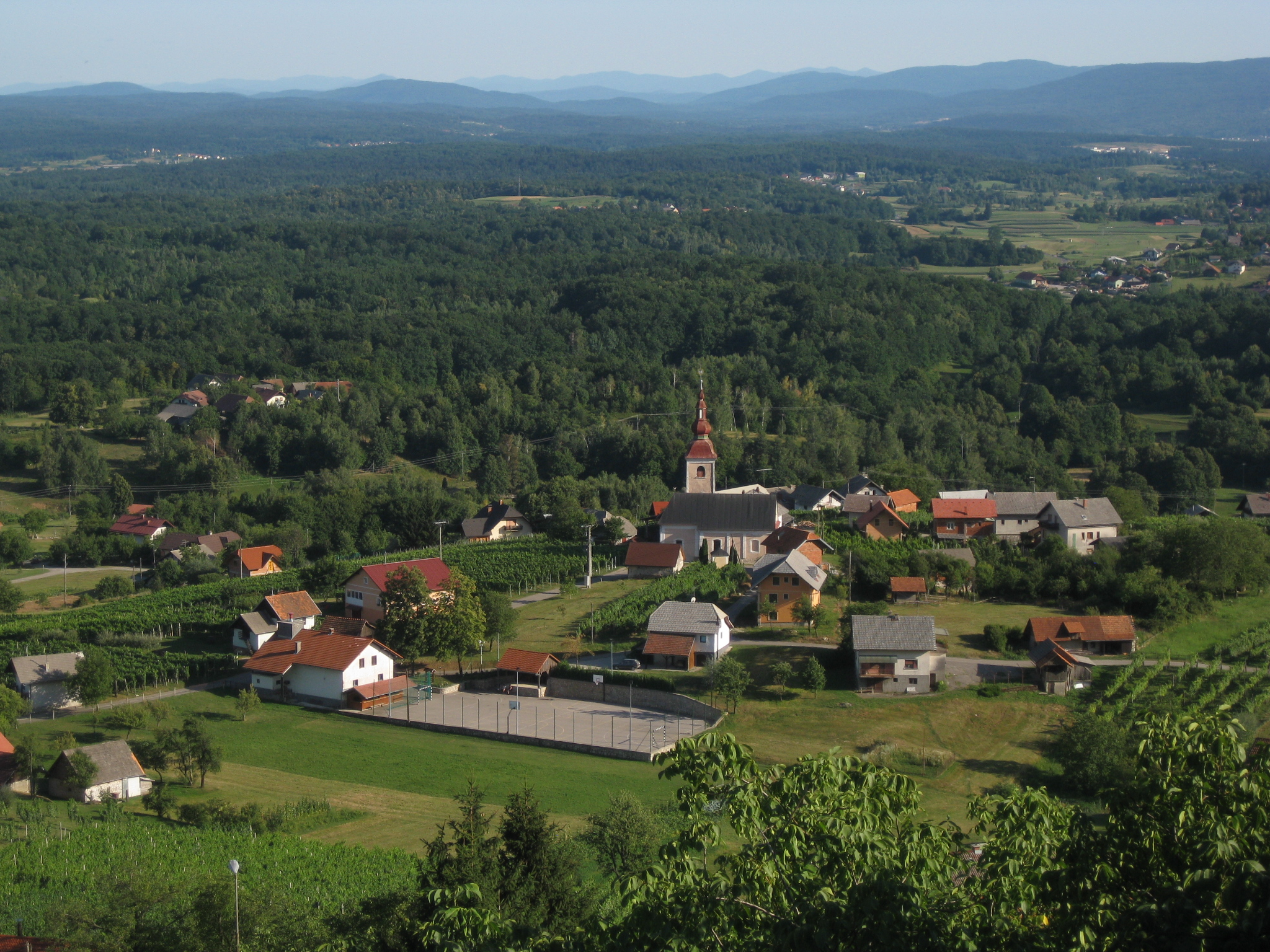
Vue sur les collines de la Carniole-Blanche depuis Semič.

L'aire géographique comprend, sur terre, les communes de  Metlika, Črnomelj et Semič. La rivière principale est la Kolpa qui, avec le massif du Gorjanci, dessine la frontière entre la Slovénie et la Croatie.
Le terrain accidenté est composé de collines basses couvertes de forêts de bouleaux. La région est également reconnue comme une région viticole produisant les vins rouges Metliška črnina et Modra frankinja et le vin blanc Belokranjec.

## Histoire
Au haut Moyen Âge, des montagnes et des forêts épaisses séparaient la région de la marche de Carniole et de la marche windique du Saint-Empire romain au nord. Par conséquent, les domaines ont été colonisés par les populations vivant au sud et appartenaient à l'État croate médiéval, à partir de 1102 en union personnelle avec le royaume de Hongrie. Vers l'an 1127, les comtes de Višnja Gora (Weichselberg) en Carniole,  avec le soutien des archevêques de Salzbourg et la maison ducale de Sponheim en Carinthie, ont commencé à conquérir le terrain. À la fin du XIIe siècle, la Carniole-Blanche jusqu'à la Kolpa au sud a été détachée de la Croatie. Cette ligne de démarcation perdure jusqu'à aujourd'hui ; néanmoins, une certaine indépendance culturelle était maintenue.
La région dans l'extrême sud-est du Saint-Empire faisait partie du duché de Carniole à partir de 1364, elle passa en  à l'empire d'Autriche en 1804 et à la Cisleithanie au sein d'Autriche-Hongrie en 1867.